# Madonna col Bambino in gloria e i santi Rocco, Francesco e Sebastiano
La Madonna col Bambino in gloria tra i santi Rocco, Francesco e Sebastiano è un dipinto olio su tela realizzato da Enea Salmeggia nel 1604, per la chiesa di San Rocco di Calcio e conservato a Milano nella Pinacoteca del Castello Sforzesco.

## Storia
La chiesa di San Rocco a Calcio fu edificata probabilmente nel Cinquecento a scopo devozionale con l'intitolazione al santo protettore degli appestati dopo un grave periodo di pestilenza. Nel 1624 la visita dei vescovo di Cremona Niccolò Sfondrati la descrisse di piccole dimensioni ma che era stata ampliata agli inizi del Seicento grazie alla volontà dei conti Secco Suardi. La commissione di un'opera da porre come pala d'altare fu proprio di quegli anni. La tela conserva la firma del Salmeggia e la data del 1604. Gli atti della visita pastorale del 1624 la descrivono come nobile ed elegante … rappresenta la Beata Vergine con San Rocco, San Francesco e San Sebastiano.
Anche in questo lavoro Salmeggia riesce a riproporre la tradizione pittorica italiana del Cinquecento rielaborandola secondo le indicazioni del concilio tridentino. Salmeggia fu un buon esponente dalla raffigurazione pittorica dettata da san Carlo Borromeo, promotore della controriforma.
Negli atti della visita pastorale del 1678 viene indicato: una icona in tela con le immagini della B. Vergine Maria e dei santi Rocco, Francesco e Sebastiano racchiusa in un cornice in legno incisa ed indorata, coperta da una tenda in seta di colore rosso. Se ne riconferma quindi la presenza non più indicata nel 1721, visita del vescovo di Cremona Alessandro Litta, che chiede la protezione degli ambienti troppo soggetti alla umidità, ma non cita nessuna pala d'altare.
Il dipinto viene indicato nel Vita di pittori, scultori, e architetti bergamaschi pubblicazione postuma di Donato Calvi che riporta la presenza di un dipinto nella casa dei conti Anguissoli di Milano che era in precedenza conservata nella chiesa di San Rocco, dove se ne conserva solo la copia di cui non si conosce l'autore. Non riporta né la data ne il motivo di questa sostituzione, se non la dicitura passate guerre che porterebbero ala considerazione degli anni 1730-1731, quanto il territorio fu luogo di accampamento dell'esercito franto-piemontese, periodo in cui la famiglia Anguissola aveva posseduto beni sul territorio di Calcio grazie al matrimonio del conte Francesco con Lucrezia figlia del tenente colonnello Policarpo Secco Commeno, quindi il dipinto doveva essere presente nella chiesa fino a quell'evento, ma di questo non vi sono informazioni.
Il 14 gennaio 1826 la tela del Talpino divenne di proprietà della pinacoteca di Brera grazie a una permuta voluta da Carlo Vassalli, che ne era il proprietario dopo l'acquisto dagli Anguissola, con i dipinti: Battesimo di Gesù di Cima da Conegliano, tre dipinti del Londonio e un ritratto opera di Andrea Appiani. Nel 1961 la tela fu ceduta alla pinacoteca del castello Sforzesco. La copia conservata nella chiesa di San Rocco, dopo la sua demolizione nel 1813., fu collocata come pala dell'altare a destra dell'aula della chiesa di San Vittore, dedicato alla Beata Vergine del Rosario di cui la famiglia Camillo Secco godeva il giuspatronato. È datato 29 novembre 1813 il documento di consenso della marchesa Barbara Anguissola Mosca trasmetto all'arciprete don Manzoli che autorizzava la collocazione nella chiesa parrocchiale di due pale d'altare: il Matrimonio Mistico di Santa Caterina d'Alessandria lavoro di Andrea Mainardi del 1583, e la copia di un originale del Talpino Madonna in gloria col Bambino tra i santi rocco, Francesco e Sebastiano. La pala fu poi collocata nel 1920 sulla controfacciata della chiesa a coprire un affresco troppo deteriorato.
La pinacoteca del castello Sforzesco conserva un'ulteriore pala del Salmeggia la Madonna in gloria col Bambino e i santi Ambrogio e Carlo Borromeo, anticamente conservata nella cappella di Provvisione de Palazzo dei Giureconsulti e realizzata solo l'anno precedente quella di san Rocco.

## Descrizione

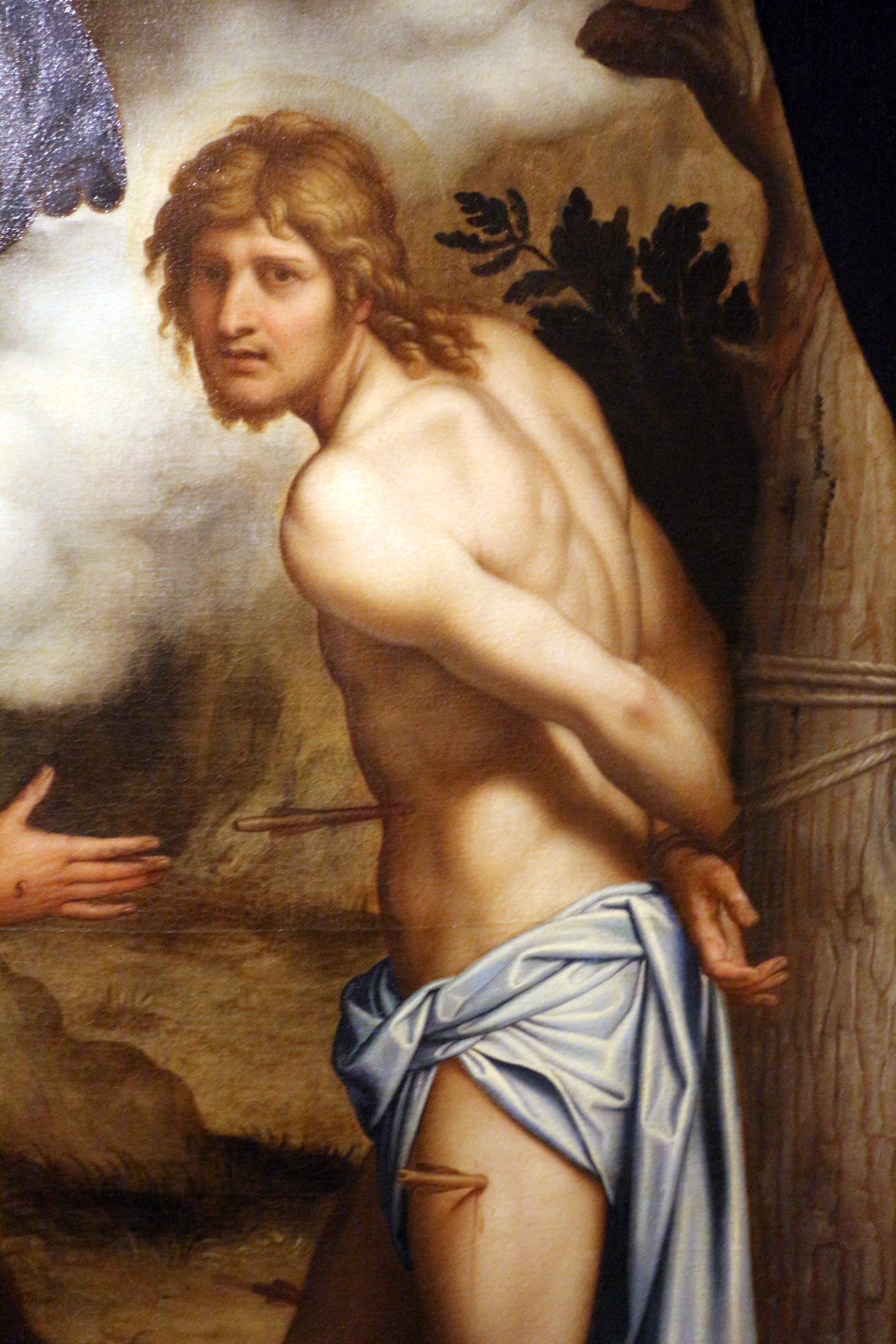
Particolare di San Sebastiano

Il dipinto è il pastiche dell'opera di Raffaello Madonna Sistina, nel mantello a vela della Vergine e nel tendaggio, l'elaborazione nell'immagine di san Sebastiano del medesimo soggetto raffigurato nella pala Martinengo conservata nella chiesa dei Santi Bartolomeo e Stefano di Bergamo opera di Lorenzo Lotto, nonché spunti della Madonna di San Francesco del Correggio, contrariamente presenta una semplicità nell'impianto spaziale con l'abbandono dei colori cangianti per preferite un fioco tonalismo, leggermente leonardesco L'opera pare comporre un insieme di culture esterne opera di autori differenti, come a volere riassumere il proprio bagaglio culturale rinascimentale. Questo si propone anche in altre sue opere.
Il dipinto è una sacra conversazione con la Vergine, il Bambino e i santi. La Madonna, inserita in un cerchio di luce, è dipinta a figura intera e pare discendere dal cielo su di una nuvola bianca, avvolta in un manto blu a vela. La nuvola pare si avvicini ai tre santi posti nella parte inferiore della tela: san Rocco posto a sinistra nell'atto di mostrare la gamba appestata, e accanto a lui il cane, segno di fedeltà, nella parte centrale l'immagine di san Francesco inginocchiato di fronte alla celeste visione, e a destra san Sebastiano, raffigurato in una forma molto plastica, con il capo girato rivolto verso l'osservatore come a marcare l'evento straordinario che si compie. L'immagine della Vergine raggiunge un ideale di bellezza che sicuramente l'artista aveva ottenuto dopo uno studio dal vero poi riveduto. Sulla parte superiore laterale presenta questo drappo blu che apre la visione del paradiso, angeli si nascondono nella bianca nuvola che sorregge la Madonna e il Bambino che pare sfuggirgli dalle braccia. Il pianissimo cromatico del Salmeggia porta a una nuova visione poetica dove i colori cangianti sono dimenticati portando a un mutamento temporaneo delle sue opere.